# Camponotus midas
Camponotus midas är en myrart som beskrevs av Walter Wilson Froggatt 1896. Camponotus midas ingår i släktet hästmyror, och familjen myror. Inga underarter finns listade.